# Championnat du Burkina Faso de football 2007
Navigation
Saison précédente Saison suivante
La saison 2007 du Championnat du Burkina Faso de football est la quarante-cinquième édition de la première division au Burkina Faso, organisée sous forme de poule unique, le Championnat National, où toutes les équipes se rencontrent deux fois au cours de la saison. En fin de saison, le dernier du classement est relégué et remplacé par le champion de deuxième division tandis que le club classé 13e affronte le deuxième de D2 en barrage de promotion-relégation.
C'est le Commune Football Club qui remporte la compétition cette saison après avoir terminé en tête du classement final, avec un seul point d'avance sur l'Étoile Filante de Ouagadougou et sept sur l'Union sportive des Forces armées. C'est le tout premier titre de champion du Burkina Faso de l'histoire du club pour sa deuxième saison parmi l'élite.
L'autre modification majeure est la décision de la fédération de réduire le nombre de clubs de la capitale, Ouagadougou à 7 clubs et de Bobo-Dioulasso à 3 clubs.

## Qualifications continentales
Deux places en compétitions continentales sont réservées aux clubs burkinabés : le champion se qualifie pour la Ligue des champions de la CAF 2008 tandis que le vainqueur de la Coupe du Burkina Faso obtient son billet pour la Coupe de la confédération 2008.

## Les clubs participants
| - Union sportive des Forces armées - Étoile Filante de Ouagadougou - ASFA Yennenga - ASF Bobo-Dioulasso - Racing Club de Bobo - ASEC Koudougou - Bobo Sports - Promu en Championnat National | - US Ouagadougou - Rail Club du Kadiogo - Union sportive du Yatenga - Promu en Championnat National - Santos FC - AS SONABEL - Union sportive de la Comoé - Commune Football Club |

## Compétition
Le barème de points servant à établir le classement se décompose ainsi :
- Victoire : 3 points
- Match nul : 1 point
- Défaite : 0 point

### Classement
| Rang | Équipe                           | Pts | J  | G  | N  | P  | Bp | Bc | Diff |
| ---- | -------------------------------- | --- | -- | -- | -- | -- | -- | -- | ---- |
| 1    | Commune Football Club            | 49  | 26 | 13 | 10 | 3  | 23 | 13 | +10  |
| 2    | Étoile Filante de Ouagadougou    | 48  | 26 | 13 | 9  | 4  | 29 | 17 | +12  |
| 3    | Union sportive des Forces armées | 42  | 26 | 10 | 12 | 4  | 30 | 15 | +15  |
| 4    | US Ouagadougou                   | 41  | 26 | 10 | 11 | 5  | 29 | 20 | +9   |
| 5    | Racing Club de BoboC             | 40  | 26 | 9  | 13 | 4  | 22 | 13 | +9   |
| 6    | AS SONABEL                       | 36  | 26 | 9  | 9  | 8  | 22 | 22 | 0    |
| 7    | ASFA YennengaT                   | 35  | 26 | 9  | 8  | 9  | 22 | 14 | +8   |
| 8    | Rail Club du Kadiogo             | 35  | 26 | 8  | 11 | 7  | 21 | 14 | +7   |
| 9    | ASF Bobo-Dioulasso               | 34  | 26 | 9  | 7  | 10 | 25 | 29 | -4   |
| 10   | Santos FC                        | 33  | 26 | 7  | 12 | 7  | 22 | 17 | +5   |
| 11   | Union sportive du YatengaP       | 30  | 26 | 7  | 9  | 10 | 16 | 19 | -3   |
| 12   | Union sportive de la Comoé       | 22  | 26 | 4  | 10 | 12 | 10 | 31 | -21  |
| 13   | Bobo SportsP                     | 18  | 26 | 2  | 12 | 12 | 14 | 33 | -19  |
| 14   | ASEC Koudougou                   | 13  | 26 | 2  | 7  | 17 | 8  | 36 | -28  |

|  | Qualification pour la Ligue des champions de la CAF 2008                      |
|  | Participation au barrage de promotion-relégation                              |
|  | Relégation directe en D2                                                      |
|  | T : Tenant du titre C : Vainqueur de la Coupe du Burkina Faso P : Promu de D2 |

- Santos FC est relégué en deuxième division en tant que moins bon club de Ouagadougou.

### Matchs

#### Barrage de promotion-relégation
Le 13e du Championnat national, Bobo Sports doit affronter le 3e de D2 en barrage pour déterminer le dernier club participant au championnat de première division la saison suivante. Cependant, c'est un autre club de Bobo-Dioulasso, l'US FRAN, qui a terminé champion de D2. Afin de permettre de maintenir le nombre de clubs de la ville à trois, les deux formations doivent s'affronter en barrages. 
| Équipe 1    | Résultat | Équipe 2     | Aller | Retour |
| ----------- | -------- | ------------ | ----- | ------ |
| Bobo Sports | 2 - 0    | (D2) US FRAN | 1 - 0 | 1 - 0  |

- Les deux clubs se maintiennent dans leur championnat respectif.

## Bilan de la saison
| Championnat du Burkina Faso de football 2007 |                                   |
| Champion                                     | Commune Football Club (1er titre) |
| Coupes et trophées                           |                                   |
| Vainqueur de la Coupe du Burkina Faso 2007   | Racing Club de Bobo               |
| Qualifications continentales                 |                                   |
| Ligue des champions de la CAF 2008           | Commune Football Club             |
| Coupe de la confédération 2008               | Aucun                             |
| Promotions et relégations                    |                                   |
| Promus en Championnat National               | Bouloumpoukou FC                  |
| Promus en Championnat National               | Boulgou FC                        |
| Relégués en Deuxième division                | ASEC Koudougou                    |
| Relégués en Deuxième division                | Santos FC                         |